# Almanac
Almanac je mezinárodní powermetalová hudební skupina založená v roce 2015 kytaristou a skladatelem Victorem Smolskim po jeho odchodu ze skupiny Rage. Debutové album vydala v březnu 2016 pod názvem Tsar a na podzim roku 2017 vyšla studiové deska Kingslayer. Ve zpěvu se střídají zpěvák Patrick Sühl a zpěvačka Jeannette Marchewka.

## Historie

### Založení a první album (2015–2017)
Na začátku roku 2015 se všichni tři členové skupiny Rage rozhodli kvůli odlišným názorům na hudební budoucnost kapely ukončit svoji spolupráci. Zatímco zpěvák a baskytarista Peavy Wagner pokračoval pod značkou Rage, Victor Smolski oznámil, že začne pracovat na dalším albu jeho vlastního projektu Lingua Mortis Orchestra Nakonec se ale rozhodl založit novou skupinu, kterou pojmenoval Almanac. Jako vokalisté se ke skupině připojili dva mužští zpěváci Andy B. Franck a David Readman a dvě zpěvačky Jeannette Marchewka i Dana Harnge, které s Smolskim hrály již v Lingua Mortis Orchestra. Dana Harnge Almanac následně ještě v roce 2015 opustila.
V březnu 2016 vyšlo debutové album Tsar, které získalo dobré odezvy od hudebních kritiků a skupina k jeho podpoře vyrazila na evrposké turné jako host kapel Orden Ogan a Manimal. Zároveň se skupina představila na některých hudebních festivalech v Evropě. O rok později skupina vyrazila na další evropské turné, tentokrát ovšem již jako hlavní kapela.

### Druhé studiové album (od 2017)
Po skončení evropského turné Almanac začali nahrávat další studiové album. Některé písně z této desky zazněly na českém festivalu Masters of Rock 2017, kde kapela zároveň nahrála své první DVD. Část z něj byla vydána jako bonus v limitované edici k novému albu Kingslayer, které vyšlo v listopadu 2017.
Během roku 2018 byla částečně obměněna sestava skupiny. Tu opustili oba dva zpěváci Andy B. Franck a David Readman, které nahradil Patrick Sühl, a bubeník Athanasios Tsoukas. Místo něj přišel Marc Dzierzon.

## Členové

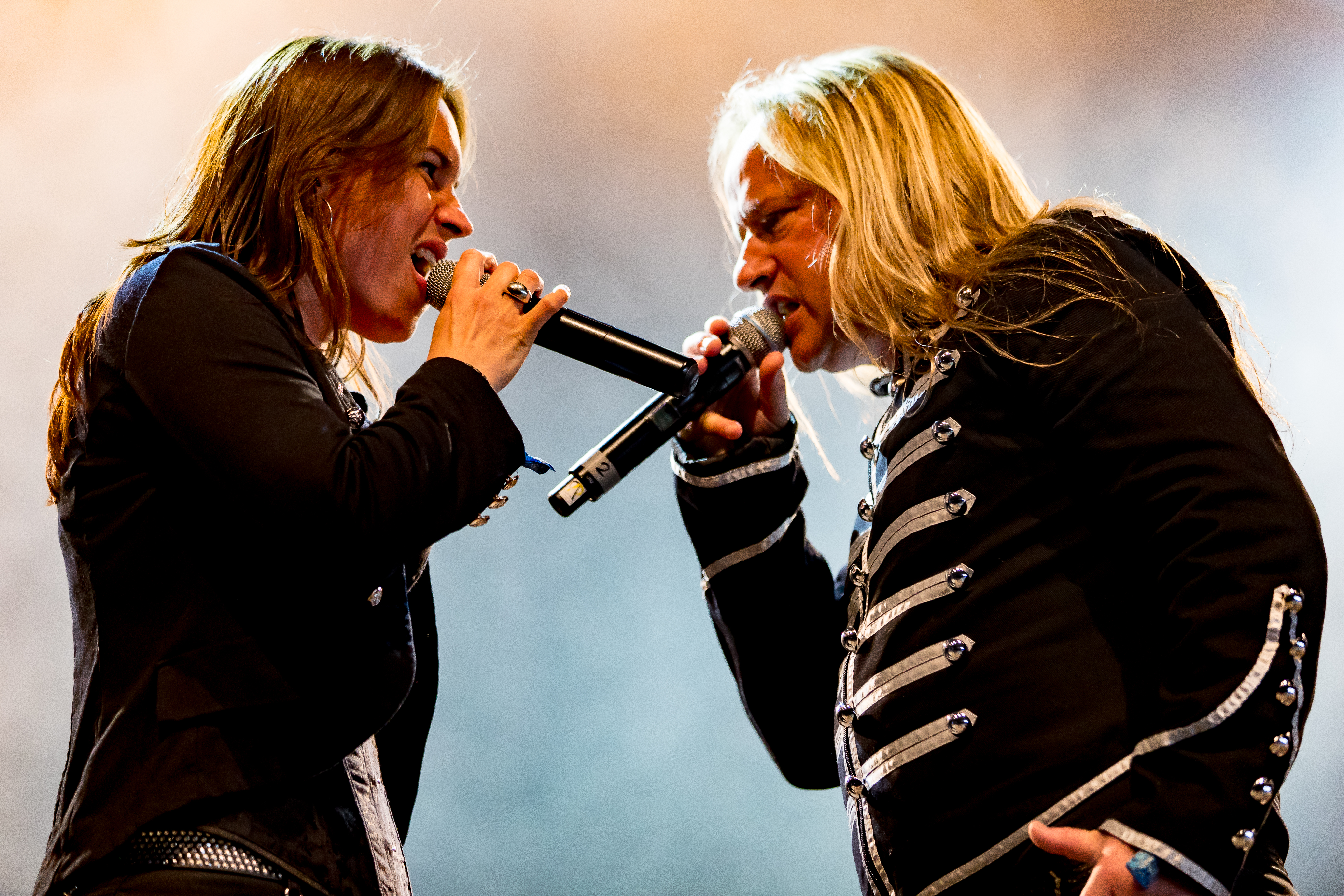
Jeanette Marchewka a David Readman (2016)

- Patrick Sühl – zpěv
- Jeanette Marchewka – zpěv
- Victor Smolski – kytara
- Tim Rashid – basová kytara
- Marc Dzierzon – bicí

Bývalí členové
- David Readman – zpěv
- Andy B. Franck – zpěv
- Armin Alic – baskytara
- Enric Garcia – klávesy
- Michael Kolar – bicí
- Athanasios Tsoukas – bicí

## Diskografie
- Tsar (2016)
- Kingslayer (2017)
- Rush of Death (2020)